# Shaddam IV Corrino
Padyszach Imperator Szaddam IV – fikcyjna postać z serii Kroniki Diuny autorstwa Franka Herberta.
Urodzony 10119, zmarł 10202 – ostatni, osiemdziesiąty pierwszy, władca rządzonego przez Corrinów Imperium. Na tronie zasiadł w roku 10156 gdy jego ojciec, Elrood IX został otruty (niektórzy wskazują, że otruł go najlepszy przyjaciel Szaddama – Hasimir Fenring) do roku 10196 gdy ustanowiono, jego najstarszą córkę, Irulanę, Regentką Imperium, a on sam udał się na wygnanie na Salusa Secundus, gdzie dożył kresu swoich dni.

Mój ojciec, Padyszach Imperator, miał siedemdziesiąt dwa lata, jednak wyglądał najwyżej na trzydzieści pięć w roku, w którym nakreślił śmierć księcia Leto i powtórnie oddał Arrakis Harkonnenom. Rzadko pokazywał się publicznie inaczej niż w mundurze sardaukara i czarnym hełmie z imperialnym złotym lwem na szczycie. Mundur otwarcie przypominał w czym tkwi jego siła. Nie zawsze jednakowoż był tak buńczuczny. Kiedy chciał, potrafił emanować wdziękiem i szczerością, lecz później zastanawiałam się często, czy cokolwiek w nim jest takie, jak się wydaje. Teraz myślę, że był człowiekiem nieustannie walczącym o wyrwanie się za pręty niewidzialnej klatki. Nie możecie zapominać, że był Imperatorem i głową dynastii, której początki ginęły w pomroce dziejów. Tymczasem my odmówiłyśmy mu syna z prawego łoża. Czy nie jest to najstraszliwsza klęska, jaką kiedykolwiek poniósł władca? Matka moja okazała posłuszeństwo siostrom przełożonym w tym, w czym lady Jessica była nieposłuszna. Która z nich była silniejsza? Historia odpowiedziała już na to pytanie.